# Ctenacodon
Ctenacodon es un género extinto de mamíferos que vivieron durante el Jurásico Superior en lo que hoy es América del Norte. El género pertenece a la familia Allodontidae del orden Multituberculata y agrupa al menos a cuatro especies reconocidas. Ctenacodon, también conocido como Allodon  (Marsh 1881), fue nombrado por Othniel Charles Marsh en 1879.
Presente en la zona estratigráfica 5. Se recuperaron restos fósiles posiblemente atribuibles a Ctenacodon en la zona estratigráfica 2.

## Especies
La especie Ctenacodon laticeps fue nombrado por Marsh en 1881 y Simpson en 1927. También se conoció como Allodon laticeps (Marsh 1881). Los restos fósiles fueron encontrados en los estratos del Jurásico Superior de la Formación Morrison en Wyoming (EE. UU.). El holotipo, recogido por W.H. Reed en 1880, se encuentra en el Museo Peabody de Historia Natural de la Universidad Yale.
La especie Ctenacodon nanus fue nombrado por Marsh en 1881. Los restos también fueron encontrados en los estratos del Jurásico Superior de la Formación Morrison en Wyoming. El fósil tipo de esta especie también se encuentra en Yale.
La especie Ctenacodon scindens fue nombrado por Simpson en 1928. Los restos fósiles fueron encontrados en los estratos del Jurásico de la Formación Morrison en Wyoming. Esta especie fue originalmente asignada a C. serratus.
La especie Ctenacodon serratus, igualmente nombrado por Marsh en 1879, también se conoce de la Formación Morrison.
La especie "Ctenacodon brentbaatar" será asignado a un género separado.